# Saint-Mards-de-Fresne
Saint-Mards-de-Fresne is een gemeente in het Franse departement Eure (regio Normandië) en telt 317 inwoners (1999). De plaats maakt deel uit van het arrondissement Bernay.

## Geografie
De oppervlakte van Saint-Mards-de-Fresne bedraagt 13,7 km², de bevolkingsdichtheid is 23,1 inwoners per km².
De onderstaande kaart toont de ligging van Saint-Mards-de-Fresne met de belangrijkste infrastructuur en aangrenzende gemeenten.

## Demografie
Onderstaande figuur toont het verloop van het inwonertal (bron: INSEE-tellingen).